# Райхсгау Каринтія
Райхсгау Каринтія (нім. Reichsgau Kärnten) — адміністративно-територіальна одиниця нацистської Німеччини, утворена 1 травня 1939 на анексованій 1938 року території Федеративної держави Австрія. Попередньо відома як гау Каринтія, до якої в жовтні 1938 року приєднався і Східний Тіроль (Осттіроль). Після капітуляції Югославії 17 квітня 1941 р. Третій Райх передав під управління райхсгау Каринтії окуповані ним долину річки Межа (правої притоки Драви) та Верхню Крайну.
Адміністративним центром було місто Клагенфурт.

## Історія
Услід за Німеччиною партійні територіальні одиниці НСДАП — гау почали з 1925 року з'являтися і в Австрійській Республіці, але з 1933 року стали незаконними у зв'язку із забороною нацистської партії. 
11 березня 1938 року, у світлі подій, відомих як аншлюс, у містах Клагенфурт і Філлах відбулися демонстрації націонал-соціалістів проти каринтійськкого земельного уряду. Гауляйтер НСДАП Франц Кучера та Владимир фон Павловскі змусили голову уряду Арнольда Зухера передати управління Владимиру фон Павловскі. Вже наступного дня в руках націонал-соціалістів опинилася вся — аж до рівня громад — влада в Каринтії, яка таким чином стала першою австрійською землею, де вони прийшли до влади.
13 березня 1938 Каринтія ввійшла до складу Німецької імперії. 15 березня 1940 було засновано посаду рейхсштатгальтера Каринтії, місцем перебування якого було визначено Клагенфурт. Після розгрому і розчленування Королівства Югославія у квітні 1941 до райхсгау Каринтія включили також область Каринтія і Крайна.
11 листопада 1941 року Гітлер призначив гауляйтера Фрідріха Райнера рейхсштатгальтером і начальником цивільної адміністрації на окупованих територіях Каринтії і Крайни. 11 грудня 1942 року Райнер був призначений імперським комісаром з оборони. Після падіння Італії 8 вересня 1943 р. Райнер також перебрав на себе керівництво Оперативною зоною Адріатичного узбережжя як «верховний комісар», тим самим очоливши цивільну адміністрацію в італійських адмінодиницях області Фріулі.
Станом на 1 січня 1945 райхсгау складалося з 10 районів, у т. ч. 2 міських:
- міський район Клагенфурт (нім. Stadtkreis Klagenfurt)
- міський район Філлах (нім. Stadtkreis Villach)
- район Гермагор (нім. Landkreis Hermagor)
- район Клагенфурт (нім. Landkreis Klagenfurt)
- район Лієнц (нім. Landkreis Lienz)
- район Санкт-Файт-ан-дер-Глан (нім. Landkreis Sankt Veit an der Glan)
- район Шпітталь-ан-дер-Драу (нім. Landkreis Spittal an der Dra)
- район Філлах (нім. Landkreis Villach)
- район Фелькермаркт (нім. Landkreis Völkermarkt)
- район Вольфсберг (нім. Landkreis Wolfsberg)

За доби націонал-соціалізму Каринтія, де проживало близько 6% населення Австрії, налічувала 15,4% членів НСДАП. У Каринтії числилося 13333 членів СС.